# 西蜀苹婆
西蜀苹婆（学名：Sterculia lanceaefolia）为梧桐科苹婆属的植物。分布在印度、锡金、孟加拉以及中国大陆的贵州、四川、云南等地，生长于海拔800米至2,000米的地区，多生长于山坡密林中，目前尚未由人工引种栽培。